# 리플레이스먼츠
리플레이스먼츠(The Replacements)는 미국의 록 밴드이다.